# ماهنامه صنایع هوافضا
ماهنامهٔ هوا فضا با نام کامل ماهنامه صنایع هوافضا نشریه‌ای علمی، خبری، تحلیلی می‌باشد که از سال ۸۴ در ایران شروع به کار نموده و توسط دانشمندان ایرانی و کارشناسان نوشته و چاپ می‌شود. این مجله اولین مجله فارسی زبان در این حوزه در ایران است. مجله هوافضا دارای محدودهٔ سنی خاصی نیست و می‌تواند برای هر کسی که علاقه مند به هوافضا باشد مفید باشد.

## لینک به وب‌گاه‌های مرتبط
- انجمن هوا و فضای ایران